# Santa Helena (Willemstad)
Santa Helena – osada (buurt) w dzielnicy Habaai, miasta Willemstad, w dystrykcie Willemstad, w kraju autonomicznym Curaçao, należącym do Holandii, w Ameryce Południowej. 20 października 2023 r. liczyła 680 mieszkańców. Pod względem liczby mieszkańców jest największą osadą w dzielnicy.